# Adolf von Harnack
Carl Gustav Adolf von Harnack (de nacimiento Harnack; 7 de mayo de 1851–10 de junio de 1930) fue un alemán báltico teólogo luterano y destacado historiador de la Iglesia. Publicó numerosas obras religiosas entre 1873 y 1912 (en las que a veces figura como Adolf Harnack). Fue ennoblecido (con la adición del von a su nombre) en 1914.
Harnack rastreó la influencia de la Filosofía helenística en los primeros escritos cristianos y exhortó a los cristianos a cuestionar la autenticidad de doctrinas que surgieron en la Iglesia cristiana primitiva. Rechazó la historicidad del Evangelio de Juan en favor de los Evangelios sinópticos, criticó el Credo de los Apóstoles y promovió el Evangelio social.
En el siglo XIX, la Alta crítica floreció en Alemania, estableciendo el Método histórico-crítico como estándar académico para interpretar la Biblia y comprender al Jesús histórico (véase Escuela de Tubinga). La obra de Harnack forma parte de una reacción a Tubinga y representa una reevaluación de la tradición.
Además de sus actividades teológicas, Harnack fue un destacado organizador de las ciencias. Desempeñó un papel importante en la fundación de la Sociedad Kaiser Wilhelm y se convirtió en su primer presidente.

## Biografía
Nació en Dorpat (hoy Tartu), en Livonia (entonces una provincia del Imperio ruso, hoy en Estonia), donde su padre, Theodosius Harnack, ocupaba una cátedra de Teología pastoral.Era hermano gemelo del matemático Axel von Harnack.
Se casó con Amalie Thiersch el 27 de diciembre de 1879. Su hija Agnes von Zahn-Harnack se convirtió en activista del movimiento de mujeres.
Harnack estudió en la Universidad Imperial de Dorpat (1869–1872) y en la Universidad de Leipzig, donde obtuvo su grado; poco después, en 1874, comenzó a impartir clases como Privatdozent. Estas lecciones, que abordaban temas específicos como el Gnosticismo y el Apocalipsis, atrajeron una atención considerable, y en 1876 fue nombrado professor extraordinarius. Ese mismo año inició, junto con Oscar Leopold von Gebhardt y Theodor Zahn, la publicación de una edición de las obras de los Padres apostólicos, Patrum apostolicorum opera, de la que apareció una edición abreviada en 1877.
En 1879 fue llamado a la Universidad de Giessen como professor ordinarius de Historia de la Iglesia. Allí colaboró con Gebhardt en Texte und Untersuchungen zur Geschichte der altchristlichen Litteratur (1882 y ss.), una revista irregular que contenía únicamente ensayos en los campos del Nuevo Testamento y de los estudios patrísticos. En 1881 publicó un trabajo sobre el monacato, Das Mönchtum – seine Ideale und seine Geschichte (5.ª ed., 1900; traducción inglesa, 1901), y pasó a ser coeditor con Emil Schürer de la Theologische Literaturzeitung.
En 1885 publicó el primer volumen de su Lehrbuch der Dogmengeschichte (3.ª ed. en tres volúmenes, 1894–1898; traducción inglesa en siete volúmenes, 1894–1899). En esta obra Harnack rastreó el surgimiento del dogma, entendido como el sistema doctrinal autoritativo de la Iglesia, y su desarrollo desde el siglo IV hasta la Reforma protestante. Consideraba que, desde sus orígenes, la fe cristiana y la filosofía griega estuvieron tan estrechamente entrelazadas que el sistema resultante incluía muchas creencias y prácticas que no eran auténticamente cristianas. Por ello, los protestantes no solo son libres, sino están obligados, a criticarlas; el protestantismo podría entenderse como un rechazo de ese dogma y un regreso a la fe pura que caracterizó a la Iglesia original. Una versión abreviada apareció en 1889 con el título Grundriss der Dogmengeschichte (3.ª ed., 1898).
En 1886 Harnack fue llamado a la Universidad de Marburgo y, en 1888, pese a la fuerte oposición de las autoridades eclesiásticas conservadoras, a Berlín. En 1890 se convirtió en miembro de la Academia de Ciencias. En Berlín, algo contra su voluntad, se vio envuelto en una controversia sobre el Credo de los Apóstoles, en la que se manifestaron las antagonismos partidistas dentro de la Iglesia prusiana. Harnack sostenía que el credo contiene tanto demasiado como demasiado poco para ser una prueba satisfactoria para los candidatos a la ordenación; prefería una declaración de fe más breve que pudiera aplicarse rigurosamente a todos (cf. su Das Apostolische Glaubensbekenntnis. Ein geschichtlicher Bericht nebst einer Einleitung und einem Nachwort, 1892).
En Berlín, Harnack continuó escribiendo. En 1893 publicó una historia de la literatura cristiana primitiva hasta Eusebio de Cesarea, Geschichte der altkirchlichen Literatur bis Eusebius (parte 2 del vol. 5, 1897); y, a partir de sus conferencias populares, apareció en 1900 Das Wesen des Christentums (5.ª ed., 1901; traducción inglesa, What is Christianity? 1901). Una de sus obras históricas posteriores, Die Mission und Ausbreitung des Christentums in den primeros tres siglos (1902; traducción inglesa, The Mission and Expansion of Christianity in the First Three Centuries, en dos volúmenes, 1904–1905), fue seguida de algunos estudios importantes sobre el Nuevo Testamento (Beiträge zur Einleitung in das Neue Testament, 1906 y ss.; trad. ingl.: Luke the Physician, 1907; The Sayings of Jesus, 1908).

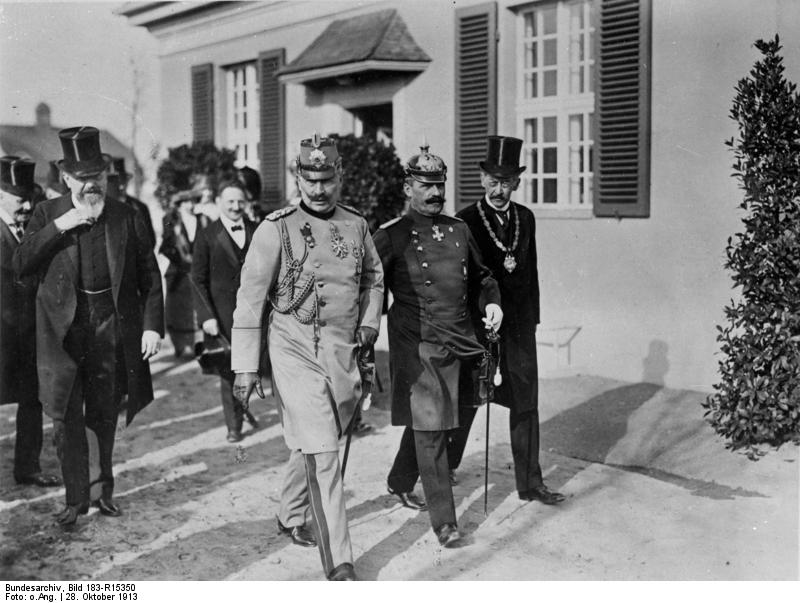
Adolf von Harnack (derecha), junto a Guillermo II de Alemania con motivo de la inauguración de un nuevo Kaiser-Wilhelm-Institut (1913).

Harnack fue uno de los más prolíficos y estimulantes estudiosos críticos modernos, y en su «Seminario» formó a toda una generación de profesores que llevaron sus ideas y métodos por toda Alemania y más allá.
De 1905 a 1921, Harnack fue director general de la Staatsbibliothek zu Berlin (desde 1918 denominada Biblioteca Estatal Prusiana).
Como muchos profesores liberales en Alemania, Harnack acogió con agrado la Primera Guerra Mundial en 1914 y firmó una declaración pública apoyando los objetivos de guerra de Alemania (el Manifiesto de los 93). Fue esta declaración, con la firma de su maestro Harnack, la que Karl Barth citó como un impulso importante para su rechazo de la teología liberal.
En agosto de 1914 ayudó al káiser Guillermo II a redactar su proclama «¡Al pueblo alemán!» del 6 de agosto, instando a la población a luchar en la guerra; fue uno de los intelectuales que apoyó activamente la participación alemana en el conflicto y justificó la invasión de Bélgica —contraria al derecho internacional—. Además, responsabilizó al Reino Unido de la guerra por su alianza con Francia y Rusia, a la que consideraba representante de una cultura «bizantina-mongola-moscovita» que debía ser combatida.
Tras la guerra, su apoyo a la República de Weimar y al socialdemócrata Friedrich Ebert le granjeó la animadversión de los sectores más conservadores. Se unió a los teólogos protestantes dispuestos a pactar con los católicos para pacificar la situación política del país y apoyó sin éxito la candidatura del centrista Wilhelm Marx. Aunque crítico con el materialismo de los socialdemócratas, en uno de sus últimos ensayos políticos —pocos años antes de la llegada al poder del nazismo— denunciaba con mayor firmeza a quienes pretendían resolver los asuntos «a través de desfiles, esvásticas y cascos militares»; según Harnack, «esos intentos son siempre inútiles por cuanto nadie puede hacer retroceder el curso del tiempo. Toda reacción, por tanto, solo conducirá al terror blanco y a la guerra civil».
Harnack fue uno de los principales impulsores de la fundación, en 1911, de la Sociedad Kaiser Wilhelm (KWG), y se convirtió en su primer presidente. Las actividades de la sociedad estuvieron muy limitadas por la Primera Guerra Mundial, pero en el periodo de la República de Weimar Harnack la orientó para que fuera un vehículo clave para superar el aislamiento de los académicos alemanes sentido como consecuencia de la guerra y sus secuelas. El centro de conferencias insignia de la sociedad en Berlín, la Casa Harnack, inaugurada en 1929, recibió su nombre en su honor. Tras un largo periodo bajo control del Ejército de los Estados Unidos después de la Segunda Guerra Mundial, ahora ha retomado el papel que Harnack había previsto, como centro de vida intelectual internacional en la capital alemana, bajo la administración de la organización sucesora de la KWG, la Sociedad Max Planck.

## Crítica bíblica y teología
Entre las características distintivas de la obra de Harnack estaban su insistencia en la libertad absoluta en el estudio de la historia de la Iglesia y del Nuevo Testamento (es decir, no había áreas tabú que no pudieran examinarse críticamente); su desconfianza de la teología especulativa, ya fuese ortodoxa o de la teología liberal; y su interés por el cristianismo práctico como vida religiosa y no como un sistema de teología. Algunos de sus discursos sobre cuestiones sociales se publicaron bajo el título «Ensayos sobre el Evangelio social» (1907). Desde los presupuestos del racionalismo tardío y como autor vinculado a la llamada «Escuela liberal», contribuyó a la antigua búsqueda del Jesús histórico.
Harnack consideraba que los cuatro evangelios «no son totalmente inútiles como fuentes de historia», pero aun así «no fueron escritos con el simple objetivo de presentar los hechos como fueron; son libros compuestos para la obra de la evangelización».
La postura sugerida por Harnack sobre los milagros bíblicos era matizada y distinguía entre ciertos tipos de la siguiente manera:
«En cuarto y último lugar, aunque el orden de la Naturaleza sea inviolable, todavía no conocemos de ninguna manera todas las fuerzas que actúan en ella e interactúan con otras fuerzas. Nuestro conocimiento incluso de las fuerzas inherentes a la materia y del ámbito de su acción es incompleto; mientras que de las fuerzas psíquicas sabemos mucho menos. Vemos que una voluntad fuerte y una fe firme ejercen influencia sobre la vida del cuerpo y producen fenómenos que nos parecen maravillosos. ¿Quién ha puesto hasta ahora límites seguros al ámbito de lo posible y lo real? Nadie. ¿Quién puede decir hasta dónde llega la influencia del alma sobre el alma y del alma sobre el cuerpo? Nadie. ¿Quién puede seguir sosteniendo que cualquier fenómeno extraordinario que pueda aparecer en este dominio se basa enteramente en el error y la ilusión? Los milagros, es cierto, no suceden; pero de lo maravilloso e inexplicable hay mucho. En nuestro estado actual de conocimiento nos hemos vuelto más prudentes, más vacilantes en nuestro juicio, respecto a los relatos de lo milagroso que hemos recibido de la Antigüedad. Que la tierra se detuvo en su curso; que una asna habló; que una tormenta fue calmada con una palabra: no lo creemos, y no volveremos a creerlo; pero que los cojos anduvieron, los ciegos vieron y los sordos oyeron no será desestimado tan sumariamente como ilusión».

## Helenización del cristianismo
Harnack estudió de forma histórica y objetiva la idea de la «helenización» del cristianismo. Según él, los teólogos del siglo II cometieron el error de intentar racionalizar el Evangelio de Jesús. Así, el gnosticismo habría sido una helenización aguda del cristianismo mientras que el cristianismo católico sería la forma en que esta misma idea se produjo lentamente en la historia.
Para Harnack, el Evangelio se reduce al anuncio de la llegada del Reino, la paternidad de Dios, la dignidad del ser humano y el mandamiento del amor. Cualquier otra afirmación tendría su origen en infiltraciones griegas. A su juicio, el dogma sería «una construcción del espíritu griego sobre el suelo del evangelio».
A partir de Harnack, sus tesis ejercieron una gran influencia y extendieron la idea de la «helenización del cristianismo». Aunque hoy día muchos historiadores descartan su interpretación de la gnosis y del catolicismo, la idea fundamental de la helenización (esto es, que la Iglesia antigua habría impuesto una teoría filosófica sobre la praxis que se refleja en la Biblia y habría desarrollado a partir de ella su ortodoxia) goza de amplia difusión y aceptación en diversas escuelas, desde la Teología de la liberación hasta la teología del pluralismo religioso.
Benedicto XVI ha visto en Harnack la segunda fase de la exigencia de «deshelenización» del cristianismo. De acuerdo con el espíritu racionalista-positivista de su época, Harnack pretendió conocer el evangelio original de Jesús mediante el método histórico-crítico.

### Obras seleccionadas
- Lehrbuch der Dogmengeschichte (1885).
- Grundriss der Dogmengeschichte (1889).
- Das Apostolische Glaubensbekenntnis. Ein geschichtlicher Bericht nebst einer Einleitung und einem Nachwort (1892).
- Geschichte der altkirchlichen Literatur bis Eusebius (1893).
- Das Wesen des Christentums (1900).
- Die Mission und Ausbreitung des Christentums in den ersten tres siglos (1902).
- Beiträge zur Einleitung in das Neue Testament (1906).
- Los dichos de Jesús (1908).
- Harnack, Adolf (1904). The Expansion of Christianity in the First Three Centuries 1. Nueva York: Putnam's Sons.
- Harnack, Adolf (1905). The Expansion of Christianity in the First Three Centuries 2. Nueva York: Putnam's Sons.